# Regierung Picqué III
Die Regierung Picqué III war die siebte Regierung der Region Brüssel-Hauptstadt. Sie amtierte vom 18. Juli 2004 bis zum 15. Juli 2009.
In der Legislaturperiode von 1999 bis 2004 gab es vier Regierungen, bestehend aus den französischsprachigen Parteien Mouvement Réformateur (MR) und Parti Socialiste (PS), sowie drei flämischen Parteien Christen-Democratisch en Vlaams (CD&V), Socialistische Partij Anders (sp.a) und Vlaamse Liberalen en Democraten (VLD), bzw. deren Vorgängerparteien.
Nach der Wahl 2004 schied der liberale MR aus der Regierung aus, der Centre Démocrate Humaniste (cdH) und der grüne Ecolo traten der Regierung bei. Neuer Ministerpräsident wurde Charles Picqué (PS), der bereits von  1989 bis 1989 das Amt innehatte.
Nach der Wahl 2009 verließ die sp.a die Regierung, die flämische grüne Partei Groen! trat der Regierung bei, Picqué blieb Ministerpräsident.

## Regierung
Die Regierung setzt sich aus fünf Ministern, einem sprachlich neutralen Ministerpräsidenten und je zwei französisch- bzw. flämischsprachigen Ministern zusammen. Dazu kommen drei Staatssekretäre, die im Gegensatz zu den Ministern Mitglieder des Parlaments sein müssen. Mindestens ein Staatssekretär muss der kleineren Sprachgruppe (der flämischen) angehören.
| Amt | Name                | Partei | Beginn der Amtszeit | Ende der Amtszeit |
| --- | ------------------- | ------ | ------------------- | ----------------- |
| Ministerpräsident zuständig für lokale Behörden, Raumordnung, Baudenkmäler und Kulturstätten, Stadterneuerung, Wohnungsbau, öffentliche Sauberkeit und Entwicklungszusammenarbeit | Charles Picqué      | PS     | 19. Juli 2004       | 15. Juli 2009     |
| Minister für Finanzen, Haushalt, Öffentlicher Dienst und Außenbeziehung | Guy Vanhengel       | VLD    | 19. Juli 2004       | 15. Juli 2009     |
| Minister für Beschäftigung, Wirtschaft, wissenschaftliche Forschung, Brandbekämpfung und Notfallmedizin                                                                           | Benoît Cerexhe      | cdH    | 19. Juli 2004       | 15. Juli 2009     |
| Minister für Mobilität und öffentliche Arbeiten | Pascal Smet         | sp.a   | 19. Juli 2004       | 15. Juli 2009     |
| Ministerin für Umwelt, Energie und Wasser | Évelyne Huytebroeck | Ecolo  | 19. Juli 2004       | 15. Juli 2009     |
| Staatssekretärin für Wohnungs- und Städtebau | Françoise Dupuis    | PS     | 19. Juli 2004       | 15. Juli 2009     |
| Staatssekretärin für den Öffentlichen Dienst, Chancengleichheit und den Hafen von Brüssel                                                                                         | Brigitte Grouwels   | CD&V   | 19. Juli 2004       | 15. Juli 2009     |
| Staatssekretär für öffentliche Sauberkeit, Baudenkmäler und Kulturstätten | Emir Kir            | PS     | 19. Juli 2004       | 15. Juli 2009     |

## Kollegium der französischen Gemeinschaftskommission
Dem Kollegium der französischen Gemeinschaftskommission gehören die französischsprachigen Mitglieder der Regierung an.
| Zuständigkeit                                                                | Name                | Partei | Beginn der Amtszeit | Ende der Amtszeit |
| ---------------------------------------------------------------------------- | ------------------- | ------ | ------------------- | ----------------- |
| Vorsitzender, zuständig für den Öffentlichen Dienst und Gesundheit           | Benoît Cerexhe      | cdH    | 19. Juli 2004       | 15. Juli 2009     |
| zuständig für den sozialen Zusammenhalt                                      | Charles Picqué      | PS     | 19. Juli 2004       | 15. Juli 2009     |
| zuständig für Haushalt, Behinderte und Tourismus                             | Évelyne Huytebroeck | Ecolo  | 19. Juli 2004       | 15. Juli 2009     |
| zuständig für berufliche Weiterbildung, Bildung, Kultur und Schülertransport | Françoise Dupuis    | PS     | 19. Juli 2004       | 15. Juli 2009     |
| zuständig für Soziales, Familien und Sport                                   | Emir Kir            | PS     | 19. Juli 2004       | 15. Juli 2009     |

## Kollegium der flämischen Gemeinschaftskommission
Dem Kollegium der flämischen Gemeinschaftskommission gehören die flämischensprachigen Mitglieder der Regierung an.
| Funktion                                                                   | Name              | Partei | Beginn der Amtszeit | Ende der Amtszeit |
| -------------------------------------------------------------------------- | ----------------- | ------ | ------------------- | ----------------- |
| Vorsitzender, zuständig für Bildung, berufliche Weiterbildung und Haushalt | Guy Vanhengel     | VLD    | 19. Juli 2004       | 15. Juli 2009     |
| zuständig für Kultur und Kulturerbe                                        | Pascal Smet       | sp.a   | 19. Juli 2004       | 15. Juli 2009     |
| zuständig für Wohlergehen, Gesundheit und den Öffentlichen Dienst          | Brigitte Grouwels | CD&V   | 19. Juli 2004       | 15. Juli 2009     |

## Kollegium der gemeinsamen Gemeinschaftskommission
Dem Kollegium der gemeinsamen Gemeinschaftskommission gehören der Ministerpräsident und die vier Minister an.
| Zuständigkeit                                                        | Name                | Partei | Beginn der Amtszeit | Ende der Amtszeit |
| -------------------------------------------------------------------- | ------------------- | ------ | ------------------- | ----------------- |
| Vorsitzender                                                         | Charles Picqué      | PS     | 19. Juli 2004       | 15. Juli 2009     |
| zuständig für Gesundheit, Finanzen, Haushalt und Außenbeziehungen    | Guy Vanhengel       | VLD    | 19. Juli 2004       | 15. Juli 2009     |
| zuständig für Gesundheit und den Öffentlichen Dienst                 | Benoît Cerexhe      | cdH    | 19. Juli 2004       | 15. Juli 2009     |
| zuständig für Personenhilfe und den Öffentlichen Dienst              | Pascal Smet         | sp.a   | 19. Juli 2004       | 15. Juli 2009     |
| zuständig für Personenhilfe, Finanzen, Haushalt und Außenbeziehungen | Évelyne Huytebroeck | Ecolo  | 19. Juli 2004       | 15. Juli 2009     |